# Medaliści mistrzostw Polski seniorów w trójskoku
Medaliści mistrzostw Polski seniorów w trójskoku – zdobywcy medali seniorskich mistrzostw Polski w konkurencji trójskoku.
Trójskok jest rozgrywany na mistrzostwach kraju od ich pierwszej edycji, która miała miejsce w lipcu 1920 roku we Lwowie. Pierwszym w historii mistrzem Polski został zawodnik warszawskiej Polonii Stanisław Sośnicki, który uzyskał wynik 12,68 m. Uzyskany przez niego rezultat był gorszy od ustalonego przez Polski Związek Lekkiej Atletyki minimum uprawniającego do startu w igrzyskach olimpijskich w Antwerpii, w związku z czym nie został wówczas uznany mistrzem kraju (tytuł ten przyznawano w 1920 tylko zawodnikom, którzy  osiągnęli wyniki lepsze od minimum olimpijskiego). Mimo to według obecnych zasad PZLA wszyscy zwycięzcy mistrzostw z 1920 noszą tytuły ówczesnych mistrzów Polski. 
W 1945 trójskok nie znalazł się w programie mistrzostw, które odbyły się w Łodzi.
Najbardziej utytułowanym zawodnikiem wśród startujących w mistrzostwach Polski jest Józef Szmidt, który zdobył dziesięć złotych, dwa srebrne i dwa brązowe medale krajowego czempionatu. Czternaście medali, w tym osiem złotych, wywalczył Adrian Świderski.
Aktualny rekord mistrzostw Polski seniorów w trójskoku wynosi 17,19 m i został ustanowiony przez Zdzisława Hoffmanna podczas mistrzostw w 1983 w Bydgoszczy. Podczas mistrzostw w 1984 Hoffmann uzyskał 17,28 m, jednak przy nieprzepisowym wietrze powyżej 2 m/s.

## Medaliści
| NR - rekord kraju \| PB – rekord życiowy \| SB – najlepszy wynik w sezonie \| NL – najlepszy wynik w polskich tabelach w sezonie |

| Mistrzostwa              | 1. miejsce                                 | Rezultat     | 2. miejsce                                 | Rezultat | 3. miejsce                                 | Rezultat  |
| Lwów 1920                | Stanisław Sośnicki Polonia Warszawa        | 12,68 NLM NR | Wacław Kuchar Pogoń Lwów                   | 12,18    |                                            |           |
| Lwów 1921                | Wacław Kuchar Pogoń Lwów                   | 11,76        | Wacław Gebethner Polonia Warszawa          | 11,23    | Jan Grankowski Lechia Lwów                 | 9,50      |
| Warszawa 1922            | Stanisław Sośnicki Polonia Warszawa        | 11,76        | Zdzisław Karczewski Warszawianka           | 11,56    | Stefan Bauer Polonia Warszawa              | 10,25     |
| Warszawa 1923            | Stanisław Sośnicki Polonia Warszawa        | 12,31 NL     | Felicjan Gilewski Pentatlon Poznań         | 12,03    | Tadeusz Konopacki Pentatlon Poznań         | 11,50     |
| Warszawa 1924            | Antoni Cejzik Polonia Warszawa             | 12,68        | Jerzy Rykowski Polonia Warszawa            | 11,88    | Zdzisław Karczewski AZS Warszawa           | 11,53     |
| Kraków 1925              | Antoni Cejzik Polonia Warszawa             | 12,80        | Stefan Nowosielski Cracovia                | 12,56    | Antoni Ośka Roździeń Szopienice            | 12,49     |
| Warszawa 1926            | Stefan Sikorski Polonia Warszawa           | 13,25        | Antoni Cejzik Polonia Warszawa             | 13,04    | Stefan Nowosielski Cracovia                | 12,69     |
| Warszawa 1927            | Stefan Sikorski Polonia Warszawa           | 13,33        | Tadeusz Maciaszczyk AZS Warszawa           | 12,68    | Włodzimierz Mokrzycki Sokół Piotrków       | 12,54     |
| Warszawa 1928            | Stefan Sikorski Polonia Warszawa           | 13,82 NR     | Stefan Nowosielski Cracovia                | 13,08    | Antoni Cejzik Polonia Warszawa             | 13,015    |
| Poznań 1929              | Stefan Sikorski Polonia Warszawa           | 13,92 NR     | Antoni Cejzik Polonia Warszawa             | 12,97    | Józef Chmiel Cracovia                      | 12,525    |
| Warszawa 1930            | Wojciech Trojanowski AZS Warszawa          | 12,435       | Edward Luckhaus ZMW Białystok              | 12,275   | Józef Chmiel Cracovia                      | 12,10     |
| Królewska Huta 1931      | Edward Luckhaus ZMW Białystok              | 13,84 NL     | Tadeusz Śliwak Sokół-Macierz Lwów          | 13,33    | Witold Gedgowd Polonia Warszawa            | 13,22     |
| Warszawa 1932            | Edward Luckhaus Jagiellonia Białystok      | 14,18        | Stefan Sikorski Polonia Warszawa           | 13,52    | Stefan Nowosielski Cracovia                | 13,19     |
| Bydgoszcz 1933           | Edward Luckhaus Jagiellonia Białystok      | 14,25        | Stefan Sikorski Polonia Warszawa           | 13,69    | Karol Hoffmann Warta Poznań                | 13,41     |
| Poznań 1934              | Edward Luckhaus Jagiellonia Białystok      | 14,96 NR     | Karol Hoffmann Warta Poznań                | 13,97    | Jerzy Pławczyk AZS Warszawa                | 12,76     |
| Białystok 1935           | Edward Luckhaus Jagiellonia Białystok      | 14,65 NL     | Karol Hoffmann Warta Poznań                | 14,20    | Tadeusz Śliwak Sokół-Macierz Lwów          | 13,69     |
| Wilno 1936               | Karol Hoffmann AZS Poznań                  | 14,20        | Edward Luckhaus Jagiellonia Białystok      | 14,14    | Stefan Sikorski Fort Bema Warszawa         | 13,26     |
| Chorzów 1937             | Marian Hoffmann AZS Poznań                 | 14,28        | Karol Hoffmann AZS Poznań                  | 14,19    | Paweł Schmidt AZS Poznań                   | 13,74     |
| Warszawa 1938            | Karol Hoffmann AZS Poznań                  | 14,29        | Marian Hoffmann AZS Poznań                 | 14,27    | Edward Luckhaus Polonia Warszawa           | 14,22     |
| Poznań 1939              | Edward Luckhaus Polonia Warszawa           | 13,88        | Karol Hoffmann AZS Poznań                  | 13,53    | Wilhelm Chmiel KPW Katowice                | 13,66     |
| 1940–1945                | nie rozgrywano                             |              |                                            |          |                                            |           |
| Kraków 1946              | Marian Hoffmann Victoria Częstochowa       | 13,62        | Jerzy Kuczyński ŁKS Łódź                   | 13,35    | Wacław Kuźmicki DKS Łódź                   | 13,27     |
| Warszawa 1947            | Wacław Kuźmicki DKS Łódź                   | 13,34        | Andrzej Skawina AZS Kraków                 | 13,08    | Tadeusz Pawłowski DKS Łódź                 | 12,76     |
| Poznań 1948              | Karol Hoffmann AZS Poznań                  | 13,64        | Zygfryd Weinberg HKS Bydgoszcz             | 13,36    | Tadeusz Krzyżanowski Zryw Gdańsk           | 13,23     |
| Gdańsk 1949              | Marian Hoffmann Kolejarz Katowice          | 14,40        | Wacław Kuźmicki Włókniarz Łódź             | 13,97    | Tadeusz Krzyżanowski Spójnia Gdańsk        | 13,61     |
| Kraków 1950              | Zygfryd Weinberg Gwardia Bydgoszcz         | 14,40        | Marian Hoffmann Kolejarz Katowice          | 14,32    | Wacław Kuźmicki Budowlani Chorzów          | 13,55     |
| Warszawa 1951            | Zygfryd Weinberg Gwardia Bydgoszcz         | 14,87 NL     | Stanisław Kowal Ogniwo Warszawa            | 14,04    | Marian Hoffmann Kolejarz Bielsko           | 13,74     |
| Wrocław 1952             | Stanisław Kowal Ogniwo Warszawa            | 14,58        | Jan Zdanowicz Górnik Wałbrzych             | 14,43    | Hieronim Laurentowski AZS Poznań           | 14,17     |
| Warszawa 1953            | Zygfryd Weinberg OWKS Bydgoszcz            | 14,97 NL     | Jerzy Gizelewski OWKS Wrocław              | 14,92    | Stanisław Kowal Ogniwo Warszawa            | 14,56     |
| Warszawa 1954            | Zygfryd Weinberg CWKS Warszawa             | 15,29 NR     | Jerzy Gizelewski CWKS Warszawa             | 15,02    | Stanisław Chmielewski Kolejarz Warszawa    | 14,53     |
| Łódź 1955                | Zygfryd Weinberg CWKS Warszawa             | 15,11        | Stanisław Kowal Spójnia Warszawa           | 15,05    | Ryszard Maliszewski CWKS Warszawa          | 15,00     |
| Zabrze 1956              | Ryszard Malcherczyk CWKS Warszawa          | 15,60 NR     | Stanisław Kowal Sparta Warszawa            | 14,94    | Józef Szmidt CWKS Wrocław                  | 14,45     |
| Poznań 1957              | Ryszard Malcherczyk Legia Warszawa         | 15,41        | Zdzisław Tymosiewicz AZS Szczecin          | 15,14    | Ryszard Maliszewski Legia Warszawa         | 14,83     |
| Bydgoszcz 1958           | Józef Szmidt Górnik Zabrze                 | 15,97        | Stanisław Kowal Sparta Warszawa            | 15,18    | Janusz Przychodny Warta Poznań             | 15,13     |
| Gdańsk 1959              | Ryszard Malcherczyk Legia Warszawa         | 16,09        | Józef Szmidt Górnik Zabrze                 | 15,93    | Witold Gutowski Start Lublin               | 15,34     |
| Olsztyn 1960             | Józef Szmidt Górnik Zabrze                 | 17,03 NR     | Jan Jaskólski Zawisza Bydgoszcz            | 15,78    | Artur Szczepański Polonia Warszawa         | 15,45     |
| Nowa Huta 1961           | Ryszard Malcherczyk Legia Warszawa         | 16,08        | Józef Szmidt Górnik Zabrze                 | 16,07    | Jan Jaskólski Zawisza Bydgoszcz            | 15,44     |
| Warszawa 1962            | Józef Szmidt Górnik Zabrze                 | 16,49        | Ryszard Malcherczyk Legia Warszawa         | 16,01    | Jan Jaskólski Zawisza Bydgoszcz            | 15,87     |
| Bydgoszcz 1963           | Józef Szmidt Górnik Zabrze                 | 16,99 NL     | Jan Jaskólski Zawisza Bydgoszcz            | 15,98    | Ryszard Malcherczyk Legia Warszawa         | 15,85     |
| Warszawa 1964            | Ryszard Malcherczyk Legia Warszawa         | 16,05        | Jan Jaskólski Zawisza Bydgoszcz            | 16,03    | Artur Szczepański Polonia Warszawa         | 15,65     |
| Szczecin 1965            | Józef Szmidt Górnik Zabrze                 | 16,13        | Ryszard Malcherczyk Legia Warszawa         | 15,66    | Andrzej Puławski Gwardia Warszawa          | 15,58     |
| Poznań 1966              | Józef Szmidt Górnik Zabrze                 | 16,64        | Jan Jaskólski Zawisza Bydgoszcz            | 16,41    | Andrzej Puławski Gwardia Warszawa          | 15,86     |
| Chorzów 1967             | Józef Szmidt Górnik Zabrze                 | 16,84 NL     | Jan Jaskólski Zawisza Bydgoszcz            | 16,13    | Andrzej Puławski Gwardia Warszawa          | 16,06     |
| Zielona Góra 1968        | Andrzej Puławski Gwardia Warszawa          | 16,06        | Jan Jaskólski Zawisza Bydgoszcz            | 16,04    | Adam Adamek Górnik Wałbrzych               | 15,60     |
| Kraków 1969              | Józef Szmidt Górnik Zabrze                 | 16,14 NL     | Jan Jaskólski Zawisza Bydgoszcz            | 16,09    | Andrzej Lasocki Skra Warszawa              | 16,00     |
| Warszawa 1970            | Józef Szmidt Górnik Zabrze                 | 16,53        | Michał Joachimowski Budowlani Bydgoszcz    | 16,23    | Ryszard Garnys Start Łódź                  | 16,07     |
| Warszawa 1971            | Józef Szmidt Górnik Zabrze                 | 16,22        | Ryszard Garnys Start Łódź                  | 16,20    | Krzysztof Gancarczyk Legia Warszawa        | 16,04     |
| Warszawa 1972            | Michał Joachimowski Budowlani Bydgoszcz    | 16,51        | Andrzej Lasocki Skra Warszawa              | 16,16    | Józef Szmidt Górnik Zabrze                 | 16,11     |
| Warszawa 1973            | Michał Joachimowski Budowlani Bydgoszcz    | 16,89        | Andrzej Sontag MKS-AZS Lublin              | 16,84    | Eugeniusz Biskupski Legia Warszawa         | 16,55     |
| Warszawa 1974            | Michał Joachimowski Budowlani Bydgoszcz    | 16,87 NL     | Andrzej Sontag MKS-AZS Lublin              | 16,38    | Ryszard Garnys Start Łódź                  | 16,28     |
| Bydgoszcz 1975           | Michał Joachimowski Budowlani Bydgoszcz    | 16,73        | Andrzej Sontag SZS-AZS Lublin              | 16,55    | Eugeniusz Biskupski Legia Warszawa         | 16,54     |
| Bydgoszcz 1976           | Michał Joachimowski Budowlani Bydgoszcz    | 16,86 NL     | Andrzej Sontag AZS Lublin                  | 16,81    | Eugeniusz Biskupski Legia Warszawa         | 16,61     |
| Bydgoszcz 1977           | Eugeniusz Biskupski Legia Warszawa         | 16,50        | Andrzej Sontag AZS Lublin                  | 16,49    | Michał Joachimowski Budowlani Bydgoszcz    | 16,45     |
| Warszawa 1978            | Michał Joachimowski BKS Bydgoszcz          | 16,64 NL     | Zbigniew Wojciechowski AZS Gdańsk          | 16,54w   | Eugeniusz Biskupski Legia Warszawa         | 16,43     |
| Poznań 1979              | Eugeniusz Biskupski Legia Warszawa         | 16,58w       | Zdzisław Hoffmann Lubtour Zielona Góra     | 16,40    | Zdzisław Sobora Olimpia Poznań             | 16,11     |
| Łódź 1980                | Zdzisław Sobora Olimpia Poznań             | 16,16        | Zdzisław Mioduszewski AZS Warszawa         | 16,13    | Zbigniew Wojciechowski AZS Gdańsk          | 16,02     |
| Zabrze 1981              | Zdzisław Hoffmann Lubtour Zielona Góra     | 16,32        | Zdzisław Sobora Olimpia Poznań             | 16,10    | Zdzisław Mioduszewski AZS Warszawa         | 15,84     |
| Lublin 1982              | Stanisław Oporski Gwardia Warszawa         | 16,35        | Zdzisław Sobora Olimpia Poznań             | 16,32    | Zdzisław Hoffmann Śląsk Wrocław            | 16,09w    |
| Bydgoszcz 1983           | Zdzisław Hoffmann Śląsk Wrocław            | 17,19 NR     | Waldemar Golanko AZS Biała Podlaska        | 16,39    | Jacek Pastusiński Resovia                  | 16,38     |
| Lublin 1984              | Zdzisław Hoffmann Legia Warszawa           | 17,28w       | Waldemar Golanko AZS Biała Podlaska        | 16,47    | Jerzy Kaduszkiewicz Hutnik Kraków          | 16,42     |
| Bydgoszcz 1985           | Jacek Pastusiński Resovia                  | 16,92        | Zdzisław Hoffmann Legia Warszawa           | 16,85    | Waldemar Golanko AZS Biała Podlaska        | 16,47     |
| Grudziądz 1986           | Jacek Pastusiński Resovia                  | 16,72        | Krzysztof Zuch AZS Kraków                  | 16,49    | Waldemar Golanko AZS Biała Podlaska        | 16,17     |
| Poznań 1987              | Jacek Pastusiński Legia Warszawa           | 17,15        | Zdzisław Hoffmann Legia Warszawa           | 17,02    | Andrzej Grabarczyk Start Łódź              | 16,62     |
| Grudziądz 1988           | Andrzej Grabarczyk Start Łódź              | 17,08w       | Jacek Pastusiński Legia Warszawa           | 16,93w   | Krzysztof Zuch AZS Kraków                  | 16,49     |
| Kraków 1989              | Zdzisław Hoffmann Legia Warszawa           | 16,12        | Jacek Pastusiński Resovia                  | 15,97    | Krzysztof Zuch AZS-AWF Kraków              | 15,97     |
| Piła 1990                | Andrzej Grabarczyk Start Łódź              | 16,76        | Jacek Pastusiński Budowlani Częstochowa    | 16,53    | Eugeniusz Bedeniczuk Jagiellonia Białystok | 16,43     |
| Kielce 1991              | Andrzej Grabarczyk Start Łódź              | 17,00 NL     | Eugeniusz Bedeniczuk Jagiellonia Białystok | 16,86    | Piotr Weremczuk Zawisza Bydgoszcz          | 16,18     |
| Warszawa 1992            | Eugeniusz Bedeniczuk Jagiellonia Białystok | 16,91w       | Andrzej Grabarczyk Zdrowie Piła            | 16,77w   | Piotr Weremczuk Zawisza Bydgoszcz          | 16,63w    |
| Kielce 1993              | Jacek Butkiewicz Pomorzanin Toruń          | 16,34        | Piotr Weremczuk Zawisza Bydgoszcz          | 16,07    | Eugeniusz Bedeniczuk Jagiellonia Białystok | 16,03w    |
| Piła 1994                | Piotr Weremczuk Zawisza Bydgoszcz          | 16,43        | Krystian Ciemała AZS-AWF Biała Podlaska    | 16,26    | Paweł Zdrajkowski MKS Aleksandrów Łódzki   | 15,91     |
| Warszawa 1995            | Paweł Zdrajkowski MKS Aleksandrów Łódzki   | 16,24        | Jacek Butkiewicz Pomorzanin Toruń          | 16,22    | Piotr Weremczuk Zawisza Bydgoszcz          | 15,82     |
| Piła 1996                | Krystian Ciemała AZS-AWF Biała Podlaska    | 16,40w       | Paweł Zdrajkowski MKS Aleksandrów Łódzki   | 16,21    | Jacek Kazimierowski Zawisza Bydgoszcz      | 16,06     |
| Bydgoszcz 1997           | Krystian Ciemała AZS-AWF Biała Podlaska    | 16,83        | Paweł Zdrajkowski MKS Aleksandrów Łódzki   | 16,35    | Krzysztof Szuptarski Start Lublin          | 16,24     |
| Wrocław 1998             | Paweł Zdrajkowski Browar Schöller Namysłów | 16,23        | Jacek Kazimierowski MKLA łęczyca           | 16,22    | Krystian Ciemała AZS-AWF Biała Podlaska    | 16,02     |
| Kraków 1999              | Krzysztof Szuptarski ZKS Schöller Namysłów | 16,48        | Jacek Kazimierowski MKLA łęczyca           | 16,43    | Paweł Zdrajkowski ZKS Schöller Namysłów    | 16,30     |
| Kraków 2000              | Jacek Kazimierowski MKLA łęczyca           | 16,13        | Krzysztof Szuptarski Start Lublin          | 15,94    | Krzysztof Andrzejak Zawisza Bydgoszcz      | 15,89     |
| Bydgoszcz 2001           | Jacek Kazimierowski MKLA łęczyca           | 16,17        | Krzysztof Głuszkowski Błękitni Osowa Sień  | 15,88    | Krzysztof Szuptarski Start Lublin          | 15,87     |
| Szczecin 2002            | Jacek Kazimierowski MKLA łęczyca           | 16,77        | Robert Michniewski Zawisza Bydgoszcz       | 16,02    | Krzysztof Andrzejak Zawisza Bydgoszcz      | 15,68     |
| Bielsko-Biała 2003       | Robert Michniewski BKS Bydgoszcz           | 16,54        | Konrad Katarzyński AZS-AWF Kraków          | 15,48w   | Maciej Siwik Start Grażka Łódź             | 15,44     |
| Bydgoszcz 2004           | Jacek Kazimierowski MKLA łęczyca           | 16,27        | Robert Michniewski BKS Bydgoszcz           | 16,08    | Mateusz Parlicki AZS-AWF Katowice          | 15,96     |
| Biała Podlaska 2005      | Jacek Kazimierowski MKLA łęczyca           | 16,52        | Konrad Katarzyński AZS-AWF Kraków          | 16,36    | Mateusz Parlicki AZS-AWF Katowice          | 16,25     |
| Bydgoszcz 2006           | Jacek Kazimierowski BKS Bydgoszcz          | 16,50        | Paweł Kruhlik AZS-AWF Wrocław              | 16,42    | Konrad Katarzyński AZS-AWF Kraków          | 16,17     |
| Poznań 2007              | Paweł Kruhlik AZS-AWF Wrocław              | 16,13        | Robert Michniewski BKS Bydgoszcz           | 16,02    | Adrian Świderski Śląsk Wrocław             | 15,88     |
| Szczecin 2008            | Paweł Kruhlik AZS-AWF Wrocław              | 16,19        | Jacek Kazimierowski BKS Bydgoszcz          | 16,17    | Mateusz Parlicki AZS-AWF Katowice          | 15,95     |
| Bydgoszcz 2009           | Paweł Kruhlik AZS-AWF Wrocław              | 16,50        | Karol Hoffmann MKS Aleksandrów Łódzki      | 15,89w   | Wojciech Lewandowski AZS-AWF Wrocław       | 15,87     |
| Bielsko-Biała 2010       | Adrian Świderski Śląsk Wrocław             | 16,69 PB     | Michał Lewandowski Zawisza Bydgoszcz       | 16,21 PB | Krzysztof Uwijała Sambor Tczew             | 15,82 PB  |
| Bydgoszcz 2011           | Karol Hoffmann MKS Aleksandrów Łódzki      | 16,21        | Adrian Świderski Śląsk Wrocław             | 15,95    | Michał Lewandowski Zawisza Bydgoszcz       | 15,74     |
| Bielsko-Biała 2012       | Karol Hoffmann MKS Aleksandrów Łódzki      | 16,98 PB     | Adrian Świderski Śląsk Wrocław             | 16,50    | Michał Lewandowski Zawisza Bydgoszcz       | 16,14     |
| Toruń 2013               | Michał Lewandowski SKLA Sopot              | 16,54        | Karol Hoffmann MKS Aleksandrów Łódzki      | 16,48    | Adrian Świderski Śląsk Wrocław             | 16,17 SB  |
| Szczecin 2014            | Karol Hoffmann MKS Aleksandrów Łódzki      | 16,64 SB     | Adrian Świderski Śląsk Wrocław             | 15,90    | Maksym Sypniewski AZS-AWF Biała Podlaska   | 15,87 SB  |
| Kraków 2015              | Adrian Świderski Śląsk Wrocław             | 16,63        | Karol Hoffmann MKS Aleksandrów Łódzki      | 16,29 SB | Bartosz Bonecki AZS Łódź                   | 16,06 PB  |
| Bydgoszcz 2016           | Karol Hoffmann MKS Aleksandrów Łódzki      | 16,67 SB     | Adrian Świderski Śląsk Wrocław             | 16,41    | Michał Lewandowski SKLA Sopot              | 16,35 SB  |
| Białystok 2017]          | Karol Hoffmann MKS Aleksandrów Łódzki      | 16,55        | Jan Kulmaczewski UKS Misiaczki Pruszków    | 15,67 PB | Bartosz Bonecki AZS Łódź                   | 15,33 SB  |
| Lublin 2018              | Adrian Świderski Śląsk Wrocław             | 15,89 SB     | Bartosz Bonecki AZS Łódź                   | 15,72 SB | Jan Kulmaczewski Kapry-Armexim Pruszków    | 15,50w    |
| Radom 2019               | Adrian Świderski Śląsk Wrocław             | 16,18        | Karol Hoffmann MKS Aleksandrów Łódzki      | 16,02 SB | Krzysztof Uwijała Sambor Tczew             | 15,84 SB  |
| Włocławek 2020           | Adrian Świderski Śląsk Wrocław             | 16,38 SB     | Karol Hoffmann AZS UMCS Lublin             | 16,29 SB | Jan Kulmaczewski Kapry-Armexim Pruszków    | 15,64 =SB |
| Poznań 2021              | Adrian Świderski WKS Śląsk Wrocław         | 16,38 SB     | Filip Sacha KS AZS AWF Kraków              | 15,72    | Dawid Krzemiński RLTL Optima Radom         | 15,43     |
| Suwałki 2022             | Adrian Świderski WKS Śląsk Wrocław         | 16,35 SB     | Rafał Sulwirski AZS AWF Warszawa           | 15,57 PB | Jan Kulmaczewski AZS AWF Warszawa          | 15,56 SB  |
| Gorzów Wielkopolski 2023 | Adrian Świderski WKS Śląsk Wrocław         | 16,05 SB     | Dawid Krzemiński RLTL Optima Radom         | 15,78 PB | Jan Kulmaczewski KS AZS AWF Warszawa       | 15,38 SB  |
| Bydgoszcz 2024           | Wojciech Galik WKS Wawel Kraków            | 15,93 PB     | Dawid Krzemiński RLTL Optima Radom         | 15,85 SB | Filip Sacha KS AZS AWF Kraków              | 15,77 SB  |

## Klasyfikacja medalowa
W historii mistrzostw Polski seniorów na podium tej imprezy stanęło w sumie 88 skoczków. Najwięcej  medali – po 14 – wywalczyli Józef Szmidt i Adrian Świderski, a Józed Szmidt zdobył najwięcej złotych medali – 10. W tabeli kolorem wyróżniono zawodników, którzy wciąż są czynnymi lekkoatletami.
| Lp. | Zawodnik               | Złoto | Srebro | Brąz | Razem |
| 1.  | Józef Szmidt           | 10    | 2      | 2    | 14    |
| 2.  | Adrian Świderski       | 8     | 4      | 2    | 14    |
| 3.  | Jacek Kazimierowski    | 6     | 3      | 1    | 10    |
| 4.  | Edward Luckhaus        | 6     | 2      | 1    | 9     |
| 5.  | Michał Joachimowski    | 6     | 1      | 1    | 8     |
| 6.  | Karol Hoffmann         | 5     | 5      | 0    | 10    |
| 7.  | Ryszard Malcherczyk    | 5     | 2      | 1    | 8     |
| 8.  | Zygfryd Weinberg       | 5     | 1      | 0    | 6     |
| 9.  | Zdzisław Hoffmann      | 4     | 3      | 1    | 8     |
| 10. | Stefan Sikorski        | 4     | 2      | 1    | 7     |
| 11. | Karol Hoffmann         | 3     | 4      | 1    | 8     |
| 12. | Jacek Pastusiński      | 3     | 3      | 1    | 7     |
| 13. | Marian Hoffmann        | 3     | 2      | 1    | 6     |
| 14. | Andrzej Grabarczyk     | 3     | 1      | 1    | 5     |
| 15. | Paweł Kruhlik          | 3     | 1      | 0    | 4     |
| 16. | Stanisław Sośnicki     | 3     | 0      | 0    | 3     |
| 17. | Paweł Zdrajkowski      | 2     | 2      | 2    | 6     |
| 18. | Antoni Cejzik          | 2     | 2      | 1    | 5     |
| 19. | Krystian Ciemała       | 2     | 1      | 1    | 4     |
| 20. | Eugeniusz Biskupski    | 2     | 0      | 4    | 6     |
| 21. | Stanisław Kowal        | 1     | 4      | 1    | 6     |
| 22. | Robert Michniewski     | 1     | 3      | 0    | 4     |
| 23. | Zdzisław Sobora        | 1     | 2      | 1    | 4     |
| 24. | Michał Lewandowski     | 1     | 1      | 3    | 5     |
| 24. | Piotr Weremczuk        | 1     | 1      | 3    | 5     |
| 26. | Eugeniusz Bedeniczuk   | 1     | 1      | 2    | 4     |
| 26. | Krzysztof Szuptarski   | 1     | 1      | 2    | 4     |
| 28. | Wacław Kuźmicki        | 1     | 1      | 1    | 3     |
| 29. | Jacek Butkiewicz       | 1     | 1      | 0    | 2     |
| 29. | Wacław Kuchar          | 1     | 1      | 0    | 2     |
| 31. | Andrzej Puławski       | 1     | 0      | 3    | 4     |
| 32. | Wojciech Galik         | 1     | 0      | 0    | 1     |
| 32. | Stanisław Oporski      | 1     | 0      | 0    | 1     |
| 32. | Wojciech Trojanowski   | 1     | 0      | 0    | 1     |
| 35. | Jan Jaskólski          | 0     | 7      | 2    | 9     |
| 36. | Andrzej Sontag         | 0     | 5      | 0    | 5     |
| 37. | Waldemar Golanko       | 0     | 2      | 2    | 4     |
| 37. | Stefan Nowosielski     | 0     | 2      | 2    | 4     |
| 39. | Konrad Katarzyński     | 0     | 2      | 1    | 3     |
| 39. | Dawid Krzemiński       | 0     | 2      | 1    | 3     |
| 41. | Jerzy Gizelewski       | 0     | 2      | 0    | 2     |
| 42. | Jan Kulmaczewski       | 0     | 1      | 4    | 5     |
| 43. | Bartosz Bonecki        | 0     | 1      | 2    | 3     |
| 43. | Ryszard Garnys         | 0     | 1      | 2    | 3     |
| 43. | Krzysztof Zuch         | 0     | 1      | 2    | 3     |
| 46. | Zdzisław Karczewski    | 0     | 1      | 1    | 2     |
| 46. | Andrzej Lasocki        | 0     | 1      | 1    | 2     |
| 46. | Zdzisław Mioduszewski  | 0     | 1      | 1    | 2     |
| 46. | Filip Sacha            | 0     | 1      | 1    | 2     |
| 46. | Tadeusz Śliwak         | 0     | 1      | 1    | 2     |
| 46. | Zbigniew Wojciechowski | 0     | 1      | 1    | 2     |
| 52. | Wacław Gebethner       | 0     | 1      | 0    | 1     |
| 52. | Felicjan Gilewski      | 0     | 1      | 0    | 1     |
| 52. | Krzysztof Głuszkowski  | 0     | 1      | 0    | 1     |
| 52. | Jerzy Kuczyński        | 0     | 1      | 0    | 1     |
| 52. | Tadeusz Maciaszczyk    | 0     | 1      | 0    | 1     |
| 52. | Jerzy Rykowski         | 0     | 1      | 0    | 1     |
| 52. | Andrzej Skawina        | 0     | 1      | 0    | 1     |
| 52. | Rafał Sulwirski        | 0     | 1      | 0    | 1     |
| 52. | Zdzisław Tymosiewicz   | 0     | 1      | 0    | 1     |
| 52. | Jan Zdanowicz          | 0     | 1      | 0    | 1     |
| 62. | Mateusz Parlicki       | 0     | 0      | 3    | 3     |
| 63. | Krzysztof Andrzejak    | 0     | 0      | 2    | 2     |
| 63. | Józef Chmiel           | 0     | 0      | 2    | 2     |
| 63. | Tadeusz Krzyżanowski   | 0     | 0      | 2    | 2     |
| 63. | Ryszard Maliszewski    | 0     | 0      | 2    | 2     |
| 63. | Artur Szczepański      | 0     | 0      | 2    | 2     |
| 63. | Krzysztof Uwijała      | 0     | 0      | 2    | 2     |
| 69. | Adam Adamek            | 0     | 0      | 1    | 1     |
| 69. | Stefan Bauer           | 0     | 0      | 1    | 1     |
| 69. | Wilhelm Chmiel         | 0     | 0      | 1    | 1     |
| 69. | Stanisław Chmielewski  | 0     | 0      | 1    | 1     |
| 69. | Krzysztof Garncarczyk  | 0     | 0      | 1    | 1     |
| 69. | Witold Gedgowd         | 0     | 0      | 1    | 1     |
| 69. | Jan Grankowski         | 0     | 0      | 1    | 1     |
| 69. | Witold Gutowski        | 0     | 0      | 1    | 1     |
| 69. | Jerzy Kaduszkiewicz    | 0     | 0      | 1    | 1     |
| 69. | Tadeusz Konopacki      | 0     | 0      | 1    | 1     |
| 69. | Hieronim Laurentowski  | 0     | 0      | 1    | 1     |
| 69. | Wojciech Lewandowski   | 0     | 0      | 3    | 3     |
| 69. | Włodzimierz Mokrzycki  | 0     | 0      | 1    | 1     |
| 69. | Antoni Ośka            | 0     | 0      | 1    | 1     |
| 69. | Tadeusz Pawłowski      | 0     | 0      | 1    | 1     |
| 69. | Jerzy Pławczyk         | 0     | 0      | 1    | 1     |
| 69. | Janusz Przychodny      | 0     | 0      | 1    | 1     |
| 69. | Paweł Schmidt          | 0     | 0      | 1    | 1     |
| 69. | Maciej Siwik           | 0     | 0      | 1    | 1     |
| 69. | Maksym Sypniewski      | 0     | 0      | 1    | 1     |